# La Cassaigne
La Cassaigne (okzitanisch: La Cassanha) ist eine Gemeinde mit 188 Einwohnern (Stand: 1. Januar 2022) im Westen des Départements Aude in der südfranzösischen Region Okzitanien (vor 2016: Languedoc-Roussillon). Die Gemeinde gehört zum Arrondissement Carcassonne und zum Kanton La Piège au Razès. Die Einwohner werden Lacassaignois genannt.

## Lage
Saint-Gaudéric etwa 25 Kilometer westlich von Carcassonne. Umgeben wird Saint-Gaudéric von den Nachbargemeinden Laurac im Norden, Villasavary im Norden und Nordosten, Fanjeaux im Osten, Orsans im Süden, Cazalrenoux im Westen sowie Generville im Nordwesten.

## Bevölkerungsentwicklung
| Jahr                       | 1962 | 1968 | 1975 | 1982 | 1990 | 1999 | 2006 | 2019 |
| Einwohner                  | 242  | 203  | 182  | 171  | 158  | 183  | 188  | 166  |
| Quellen: Cassini und INSEE |      |      |      |      |      |      |      |      |